# رمی جمرات

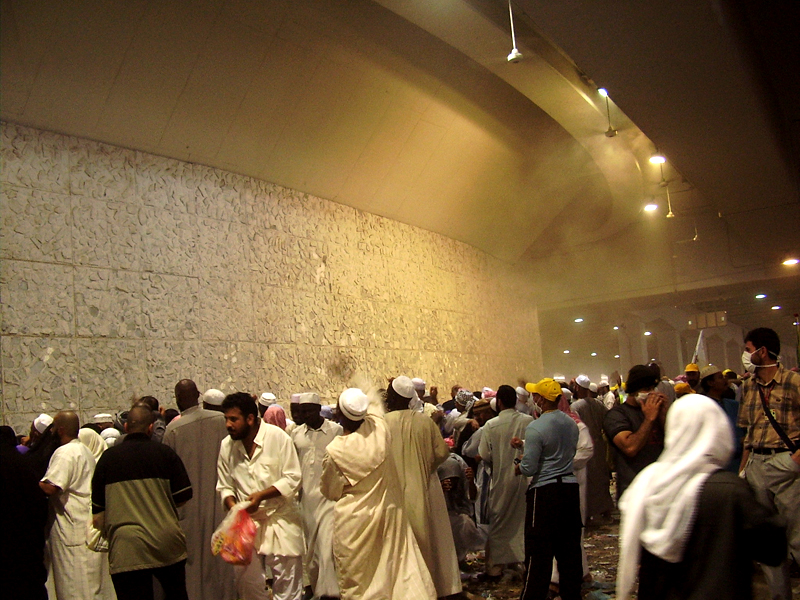
دیوار جدید ساخته شده به منظور انجام رمی جمرات که از سال ۲۰۰۴ جایگزین برج‌های جمرات شد

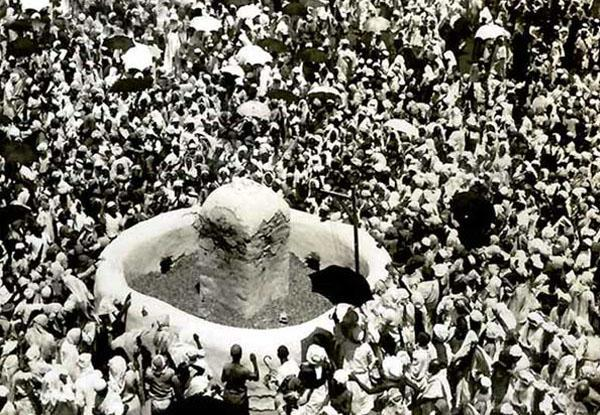
رمی جمرات در سال ۱۹۴۲ م.

رمی جَمَره پرتاب کردن سنگ ریزه به سوی جمره در حج است و از آن در باب حج سخن گفته‌اند. رمی جمرات در منا از مهم‌ترین ارکان اعمال ایام تشریق است و در روایات آمده‌است که ابلیس برای بار اول در جمره عقبه خود را بر ابراهیم نمایاند و آن با سنگریزه‌هایی او را از خود دور ساخت و ابلیس دیگر بار در جمره وسطی و اولی راه را بر او بست و ابراهیم بار دیگر او را با پرتاب سنگ گریزان کرد؛ و ابلیس به هنگام فرار به سرعت گریخت؛ و جمره و اجمار به معنای شتاب کردن و گریختن است؛ زیرا که شیطان در این مکان از برابر ابراهیم گریخت و لذا افراد باید در این محل با رمی جمره و انداختن سنگ بر شیطان ظاهر، شیطان درون را نیز سرکوب کنند تا از شیطان پیروی نکند.

## حذف ستون‌های جمرات
تا سال ۲۰۰۴ میلادی جمرات از سه ابلیسک تشکیل شده بود که زائران به عنوان نمادی از شیطان به سوی آن‌ها سنگ پرتاب می‌کردند ولی پس از حج سال ۲۰۰۴ مقامات سعودی دستور جایگزین کردن این ابلیسک‌ها با دیواری ۲۶ متری را دادند. آن‌ها دلیل این کار را امنیت بیشتر ذکر کردند. برای دسترسی راحت‌تر به جمرات پلی پیاده‌رو که پل جمرات نام دارد در اطراف آن ساخته شد. این پل به زائران این امکان را می‌دهد تا عمل پرتاب سنگ به نماد شیطان را هم از روی زمین و هم از روی پل جمرات انجام دهند.

## معنای واژه
رمی در لغت به معنی پرتاب کردن و افکندن است. جَمْرَه ـ که جمع آن «جِمار» و «جَمَرات» است ـ در لغت به معنای سنگ ریزه آمده‌است. همچنین در اصطلاح، جمره به مکان رمی، واقع در منا نیز گفته می‌شود.

## دفعات رمی جمره
از جمله مناسک حج، رمی جمره است که در منا و در دو نوبت انجام می‌گیرد: رمی در عید قربان و رمی در ایام تشریق

### رمی عید قربان
رمی جمره عقبه که در روز دهم ذیحجّه (عید قربان) پس از ورود حاجی به منا و قبل از قربانی و تقصیر صورت می‌گیرد. در وجوب یا استحباب رعایت ترتیب بین اعمال یاد شده (رمی، قربانی و تقصیر) اختلاف است. مشهور، قول اول است. بنابر قول به وجوب، چنانچه از روی علم و عمد ترتیب رعایت نشود، اعاده عمل جهت تحصیل ترتیب بنابر قول مشهور واجب نیست، هرچند شخص گناه کرده‌است.

### رمی در ایام تشریق
رمی جمرات سه‌گانه اولی، وُسطی و عقبه، در ایام تشریق یعنی روزهای یازده، دوازده و نیز سیزدهم ذیحجه در صورتی که شب سیزدهم در منا بماند، به ترتیبِ یاد شده صورت می‌گیرد. در صورت عدم رعایت ترتیب، از روی عمد یا سهو، واجب است اعاده گردد.

## زمان رمی جمره
زمان رمی بنابر مشهور از طلوع آفتاب تا غروب است، مگر برای معذوران از رمی در روز، مانند بیمار، پیر و چوپان که مجازند شب رمی کنند؛ چنان‌که زنان در خصوص رمی روز عید می‌توانند شب رمی کنند؛ خواه از رمی در روز معذور باشند یا نباشند؛ امّا در رمی ایام تشریق در صورتی مجازند شب رمی کنند که از رمی در روز معذور باشند.